# Тибава
Ти́бава (на украински: Тибава; на унгарски: Havasalja; Nagytibava) е село в Свалявски район на Закарпатска област.
Разположено е на 11 км от районния център град Свалява.
В селото е роден украинският и русински историк и етнограф Юрий Венелин.